# Johanna Karimäki
Johanna Maria Karimäki, född 20 mars 1973 i Genève, är en finländsk politiker (Gröna förbundet). Hon är ledamot av Finlands riksdag sedan 2007. Till utbildningen är Karimäki diplomingenjör.
Karimäki blev omvald i riksdagen i riksdagsvalet 2015 med 4 341 röster från Nylands valkrets.